# Le mappe dei miei sogni
Le mappe dei miei sogni (The Selected Works of T.S. Spivet, letteralmente "I lavori scelti di T.S. Spivet") è il primo romanzo dell'autore statunitense Reif Larsen, uscito in patria nel 2009 e in Italia nel 2010. Il libro narra le vicende di un aspirante cartografo dodicenne di nome Tecumseh Sparrow Spivet, che vive in un ranch presso Divide, nel Montana: avendo ricevuto e accettato un prestigioso premio, viaggia di straforo su un treno merci per andare a tenere il discorso di accettazione a Washington.
Il libro è degno di nota per la sua singolare impaginazione: la vicenda è illustrata con immagini che accompagnano la narrazione fornendo grafici, elenchi, schizzi e mappe in ogni pagina, rispecchiando gli interessi cartografici del protagonista e la sua minuziosa attenzione per ogni dettaglio. Larsen ricevette poco meno di un milione di dollari come anticipo dalla Penguin Press, in una sfida al rialzo tra dieci case editrici.

## Trama
Il dodicenne Tecumseh Sparrow "T.S." Spivet è un appassionato disegnatore di mappe che abita in un ranch nelle vicinanze di Divide, un piccolo villaggio presso Butte (Montana), praticamente sullo spartiacque continentale. Il primo nome del protagonista, che è ricorrente tra i membri maschi della sua famiglia, deriva dal capo indiano Tecumseh (ca. 1768-1813), mentre il suo secondo nome è quello inglese del passero.
La madre di T.S., a cui egli si riferisce sistematicamente come "dottoressa Clair," è un'entomologa dedita - o, per lo meno, così sembra - alla ricerca di una specie d'insetto di dubbia esistenza, il "coleottero tigre dai denti a sciabola". Il padre, un ranchero emotivamente distaccato senz'alcuna comprensione del mondo dell'indagine scientifica, ha un'opinione di T.S. basata unicamente sulle sue inesistenti abilità di cowboy. Il fratello minore di T.S., Layton, che seguiva lo stile di vita e gli interessi di cowboy del padre, rimane ucciso in un incidente, durante un esperimento portato avanti assieme al fratello, che riguardava l'indagine scientifica dello sparo con la pistola. Sua sorella maggiore, Gracie, è un'adolescente superficiale, incline a violenti sbalzi d'umore.
L'amore di T.S. per la ricerca scientifica l'ha portato a diventare amico del dottor Yorn, un collega di sua madre che all'insaputa degli Spivet ha mandato diversi lavori del ragazzo a varie riviste e associazioni. Un giorno, T.S. riceve una telefonata da un funzionario dello Smithsonian che, pensando che T.S. fosse uno scienziato adulto, lo informa che ha vinto il prestigioso Premio Baird ed è invitato a tenere un discorso alle cerimonie dell'istituzione. Senza dirlo ai famigliari, T.S. decide di scappare di casa per partecipare all'evento, viaggiando clandestinamente su un treno merci. Nascondendosi in un camper Winnebago che viene trasportato sul treno, T.S. si sistema per il lungo viaggio, immaginando che il camper sia un compagno di conversazione lungo il tragitto.
La parte centrale del romanzo consiste in gran parte di testo estratto da uno dei quaderni della madre, che T.S. per istinto aveva preso con sé. Divergendo sorprendentemente dalle fissazioni scientifiche della dottoressa Clair, il quaderno contiene un racconto parzialmente immaginario di un'antenata degli Spivet che era stata essa stessa una grande ricercatrice e cartografa. Questo rivela a T.S. una lato di sua madre del quale non era a conoscenza, e man mano che il treno avanza lungo i binari un mistero inizia a formarsi.

## Formato
I margini di ogni pagina sono stati ingranditi per comprendere disegni, grafici ed elenchi che accompagnano il testo scritto. I disegni sono presentati come eseguiti dallo stesso T.S., che li dota di didascalie che approfondiscono la narrazione. Ciò è progettato allo scopo di imitare l'abitudine di T.S. di dare una misura al mondo esterno tramite la cartografia. Larsen ha dichiarato che inizialmente non intendeva includere questa tecnica nell'edizione del libro da dare alle stampe, terminando una prima bozza del lavoro prima di «scoprire i margini come un terreno di gioco per la mente di T.S.». Larsen attribuisce al fatto che i suoi genitori fossero entrambi artisti figurativi (sua madre era una pittrice e una fotografa, suo padre un creatore di stampe) un contributo alla sua decisione di includere mappe e disegni invece alle tradizionali note a piè di pagina a cui aveva inizialmente pensato. La maggioranza dei disegni per il libro erano stati originariamente schizzati dallo stesso Larsen, che successivamente li passò all'amico artista Ben Gibson, che li rifinì nello stile appropriato.
Sebbene circa i due terzi delle pagine del libro siano accompagnati con disegni o figure, molte illustrazioni completate furono escluse per mancanza di spazio e la creazione di sbalzi d'umore o di interruzioni dissonanti rispetto al flusso della storia. Si possono ritrovare molte delle illustrazioni omesse nel sito web del libro, assieme a un epilogo inedito che spiega alcuni dei misteri del libro.

## Critica
Alcuni critici hanno lodato il lavoro per la sua originalità; tra questi, una menzione su Vanity Fair che dichiara il lavoro "come niente che abbiate mai trovato". Il libro ha ricevuto una recensione particolarmente benevola dal prolifico scrittore Stephen King, che ha dichiarato: "Qui c'è un libro che fa l'impossibile: combina Mark Twain, Thomas Pynchon e Little Miss Sunshine. I buoni romanzi divertono; quelli grandi arrivano come un dono per i lettori che sono abbastanza fortunati da scovarli. Questo libro è un tesoro."
Altri, tuttavia, hanno notato un significativo rallentamento della trama del romanzo, puntando il dito su errori commessi da uno scrittore alle prime armi verso la conclusione dell'opera. Uno di costoro ha scritto: "Non riesco a ricordare l'ultima volta che la mia iniziale affezione per un romanzo sia stata così tradita dalla sua conclusione. È sconcertante che qualcuno non abbia aiutato questo giovane autore a rifinire Le mappe dei miei sogni per trasformarlo nel classico dall'effetto dirompente che avrebbe potuto essere." Mentre la maggior parte dei recensori ha apprezzato lo stile illustrativo dell'impaginazione del libro, alcuni l'hanno considerato eccessivo; una di questi, del New York Times, ha descritto l'atto di leggere sia il corpo del testo che le note a margine come "spossante".

## Edizioni italiane
- Reif Larsen, Le mappe dei miei sogni, traduzione di Martino Gozzi, Strade blu, Milano, Mondadori, 2010.

## Adattamento cinematografico
Nel 2013 è stato realizzato un adattamento cinematografico, intitolato Lo straordinario viaggio di T.S. Spivet, diretto da Jean-Pierre Jeunet.